# Campus Cinderella
Campus Cinderella è un cortometraggio del 1938 diretto da Noel M. Smith.
Il soggetto è firmato dallo scrittore George Ade.

## Produzione
Il film fu prodotto dalla Warner Bros.

## Distribuzione
Distribuito dalla Warner Bros., il film uscì nelle sale cinematografiche USA il 17 settembre 1938.